# بت (تشابهار)
بت (بالفارسية: پت) هي قرية تقع في قسم باهوكلات الريفي (مقاطعة تشابهار) في إيران. يقدر عدد سكانها بـ 839 نسمة بحسب إحصاء 2016.